# 扬东尼·埃迪·萨帕特拉
扬东尼·埃迪·萨帕特拉（1997年4月30日—），印尼男子羽毛球運動員。

## 簡歷
2013年10月，扬东尼·埃迪·萨帕特拉代表印尼参加泰國曼谷举办的世界青年羽毛球錦標賽。随队赢得团体赛亚军。
2015年5月，扬东尼·埃迪·萨帕特拉与Yahya Adi Kumara出战樂魚羽毛球國際系列賽，在男双决赛以0比2（24-26、20-22）不敌泰国的万纳瓦·安布苏万/提恩·伊斯里亚内特，赢得亚军。同年6月，他代表印尼参加泰國曼谷举办的亞洲青年羽毛球錦標賽，随队赢得团体赛季军。同年11月，他代表印尼参加秘魯利馬举办的世界青年羽毛球錦標賽，随队赢得团体赛亚军。
2016年5月，扬东尼·埃迪·萨帕特拉与马尔什埃拉·吉斯卡·伊斯拉米出战印尼羽毛球國際系列賽，在混双决赛以0比2（17-21、12-21）不敌队友的阿格里皮纳·普里玛·罗曼托·普特拉/阿普里亚尼·拉哈育，赢得亚军。同期5月，他与马尔什埃拉·吉斯卡·伊斯拉米出战樂魚羽毛球國際挑戰賽，在混双準决赛以1比2（21-17、15-21、8-21）不敌赛会2号种子、马来西亚的黄辉颖/賴潔敏。同年8月，他与马尔什埃拉·吉斯卡·伊斯拉米出战新加坡羽毛球國際系列賽，在混双决赛以2比0（21-9、21-18）击败了赛会2号种子、东道主的丹尼·巴瓦·克里斯南塔/普特里·萨里·戴维·西特拉，夺得其首个国际赛双打冠军。同年11月，他与马尔什埃拉·吉斯卡·伊斯拉米出战印尼羽毛球國際挑戰賽，在混双决赛以2比1（19-21、21-16、21-17）击败了赛会头号种子、队友的伊尔凡·法蒂拉赫/维尼·安格莱尼，赢得冠军。
2017年5月，扬东尼·埃迪·萨帕特拉与马尔什埃拉·吉斯卡·伊斯拉米出战印尼羽毛球國際系列賽，在混双準决赛以0比2（15-21、16-21）不敌赛会3号种子、队友的卢基·阿普里·努格洛侯/里琳·阿米莉亚。同年7月，他与马尔什埃拉·吉斯卡·伊斯拉米出战馬來西亞羽毛球國際系列賽，在混双决赛以2比0（21-19、21-9）击败了印度的南达戈帕尔·基达姆比/玛希玛·阿加沃尔，赢得冠军。同期11月，他与马尔什埃拉·吉斯卡·伊斯拉米出战馬來西亞羽毛球國際挑戰賽，在混双準决赛以1比2（21-16、16-21、21-23）不敌赛会头号种子、跨国组合的（马来西亚:约根德兰·克里希南/印度:普拉加克塔·沙旺特）。

## 主要比賽成績
只列出曾進入準決賽的國際賽事成績：
| 年份   | 賽事                     | 公開賽級別 | 項目     | 搭檔                       | 成績   |
| ------ | ------------------------ | ---------- | -------- | -------------------------- | ------ |
| 2013年 | 世界青年羽毛球錦標賽     | 其他       | 混合團體 | －                         | 亞軍   |
| 2015年 | 樂魚羽毛球國際系列賽     | 國際系列賽 | 男子雙打 | Yahya Adi Kumara           | 亞軍   |
| 2015年 | 亞洲青年羽毛球錦標賽     | 其他       | 混合團體 | －                         | 季軍   |
| 2015年 | 世界青年羽毛球錦標賽     | 其他       | 混合團體 | －                         | 亞軍   |
| 2016年 | 印尼羽毛球國際系列賽     | 國際系列賽 | 混合雙打 | 马尔什埃拉·吉斯卡·伊斯拉米 | 亞軍   |
| 2016年 | 樂魚羽毛球國際挑戰賽     | 國際挑戰賽 | 混合雙打 | 马尔什埃拉·吉斯卡·伊斯拉米 | 準決賽 |
| 2016年 | 新加坡羽毛球國際系列賽   | 國際系列賽 | 混合雙打 | 马尔什埃拉·吉斯卡·伊斯拉米 | 冠軍   |
| 2016年 | 印尼羽毛球國際挑戰賽     | 國際挑戰賽 | 混合雙打 | 马尔什埃拉·吉斯卡·伊斯拉米 | 冠軍   |
| 2017年 | 印尼羽毛球國際系列賽     | 國際系列賽 | 混合雙打 | 马尔什埃拉·吉斯卡·伊斯拉米 | 準決賽 |
| 2017年 | 馬來西亞羽毛球國際系列賽 | 國際系列賽 | 混合雙打 | 马尔什埃拉·吉斯卡·伊斯拉米 | 冠軍   |
| 2017年 | 馬來西亞羽毛球國際挑戰賽 | 國際挑戰賽 | 混合雙打 | 马尔什埃拉·吉斯卡·伊斯拉米 | 準決賽 |

| 2007-2017年 | 首要超級賽 | 超級賽 | 黃金大獎賽 | 大獎賽 | 國際挑戰賽 | 國際系列賽 | 未來系列賽 | 其他 |

| 2018-2026年 | 總決賽 | 超級1000賽 | 超級750賽 | 超級500賽 | 超級300賽 | 超級100賽 | 國際挑戰賽 | 國際系列賽 | 未來系列賽 | 其他 |

### 奧運會和世錦賽參賽紀錄
|          | 搭檔                       | 2018 |
| -------- | -------------------------- | ---- |
| 混合雙打 | 马尔什埃拉·吉斯卡·伊斯拉米 | 48強 |